# Babák Mihály
Babák Mihály (Szarvas, 1947. november 12. –) szakigazgatás-szervező, településüzemeltetési szakmérnök, országgyűlési képviselő 1998-2014 között, 1998 óta Szarvas város polgármestere. 1993 óta a Fidesz tagja, 1994-ben a Fidesz szarvasi, 1996-ban a Fidesz Békés megyei elnökévé választották. 2014-ben nem indult a parlamenti választásokon, mert az új összeférhetetlenségi törvény értelmében nem lehet valaki egyszerre országgyűlési képviselő és polgármester is, így Babák polgármester maradt. Azért sem indult még, mert választókerülete, a Békés megyei 5. sz. országgyűlési egyéni választókerület az új választási törvény értelmében egyesült Békés város és környéke választókerületével, így létrehozva a Békés megyei 2. sz. országgyűlési egyéni választókerületet, így Szarvas elvesztette saját képviselőjét az Országgyűlésben és Békés várossal és környékével közösen alkot egy választókerületet. Az új választókerület képviselője pedig Dankó Béla lett, aki azelőtt Kondoros polgármestere volt.

## Pályafutása

### Gyermek- és ifjúkora
Id. Babák Mihály és Kiszely Anna fiaként született. 1966-ban építőipari technikusi képesítést szerzett Szegeden, a Vedres István Építőipari Technikumban. 1978-ban ács és kőműves mestervizsgát tett, majd ezek után, 1983-ban a budapesti Államigazgatási Főiskolán igazgatásszervező, 1989-ben pedig gazdálkodási szakigazgatás-szervező szakon oklevelet szerzett. 1992-ben a Kereskedelmi és Vendéglátó-ipari Főiskola szakközgazdász szakán tanult. 1998-ban a DATE-n településüzemeltetési szakmérnöki diplomát kapott. 1966 és 1969 között a Bács-Kiskun Megyei Tervezőintézet tervezője lett, majd 1969-ben kinevezték a Szarvasi Építőipari Szövetkezet műszaki vezetőjének. 1975-ben a Szarvasi Költségvetési Üzem műszaki vezetője, majd a Városgazdálkodási Kft. igazgató-helyettese lett, valamint a kommunális-városüzemeltetési ágazat vezetőjévé nevezték ki.

### Politikusként
1990 októberében Szarvas város képviselő-testületének tagjává választották. Azóta is Szarvas egyik önkormányzati képviselője. 1993-tól a Fidesz tagja, 1994-től a Fidesz szarvasi alelnöke, 1996-tól a Fidesz Békés megyei alelnöke. 1994-ben indult az országgyűlési választásokon, de csak 1998-ban jutott be a parlamentbe a Fidesz Békés megyei listájáról, amelynek harmadik helyén állt. Az 1998-as önkormányzati választásokon Szarvas polgármesterévé választották. 2002-ben, 2006-ban, 2010-ben, 2014-ben és 2019-ben is újraválasztották ezen tisztségében. 2002-ben az Év polgármestere lett. 2002 áprilisában újra a Békés megyei listáról jutott be a törvényhozásba. 
A 2006-os országgyűlési választásokon ismételten a Békés megyei területi listáról szerzett mandátumot. 2006. május 30-tól a költségvetési, pénzügyi és számvevőszéki bizottság tagja. 2006-ban és 2010-ben újra polgármesterré és országgyűlési képviselővé választották. 
2014-ben azonban már nem indult azaz nem indította a Fidesz-KDNP a parlamenti választásokon, mert választókerülete, a Békés megyei 5. sz. országgyűlési egyéni választókerület az új választási törvény értelmében egyesült Békés város és környéke választókerületével, így létrehozva a Békés megyei 2. sz. országgyűlési egyéni választókerületet, így Szarvas elvesztette saját képviselőjét az Országgyűlésben és Békés várossal és környékével közösen alkot egy választókerületet. Az új választókerület képviselője pedig Dankó Béla lett, aki azelőtt Békés város képviselője volt a magyar parlamentben. 
Azért sem indult a választásokon, mert az új összeférhetetlenségi törvény értelmében nem lehet valaki egyszerre polgármester és országgyűlési képviselő is, így Babák úgy döntött, hogy meg akar maradni Szarvas város polgármesterének, hiszen a képviselő-választásokon nem indul. A vele együtt 12 tagú szarvasi városi képviselő-testületben vele együtt 8 tagú Fidesz-KDNP-frakció áll mögötte, így a Fidesz-KDNP-nek Szarvas városban 75 százalékos, több mint kétharmados többsége van. A 8 választókerületben a Babák Mihály által támogatott 8 Fidesz-KDNP-s jelöltből 7 nyert, egyedül a szarvasi 3. sz. egyéni választókerületben nyert a NACSE jelöltje.

## Magánélete
Felesége Maróthi Mária. Gyermekük Babák Petra.
2025-ben a Magyar Érdemrend parancsnoki keresztjével tüntették ki.